# みくりが池温泉

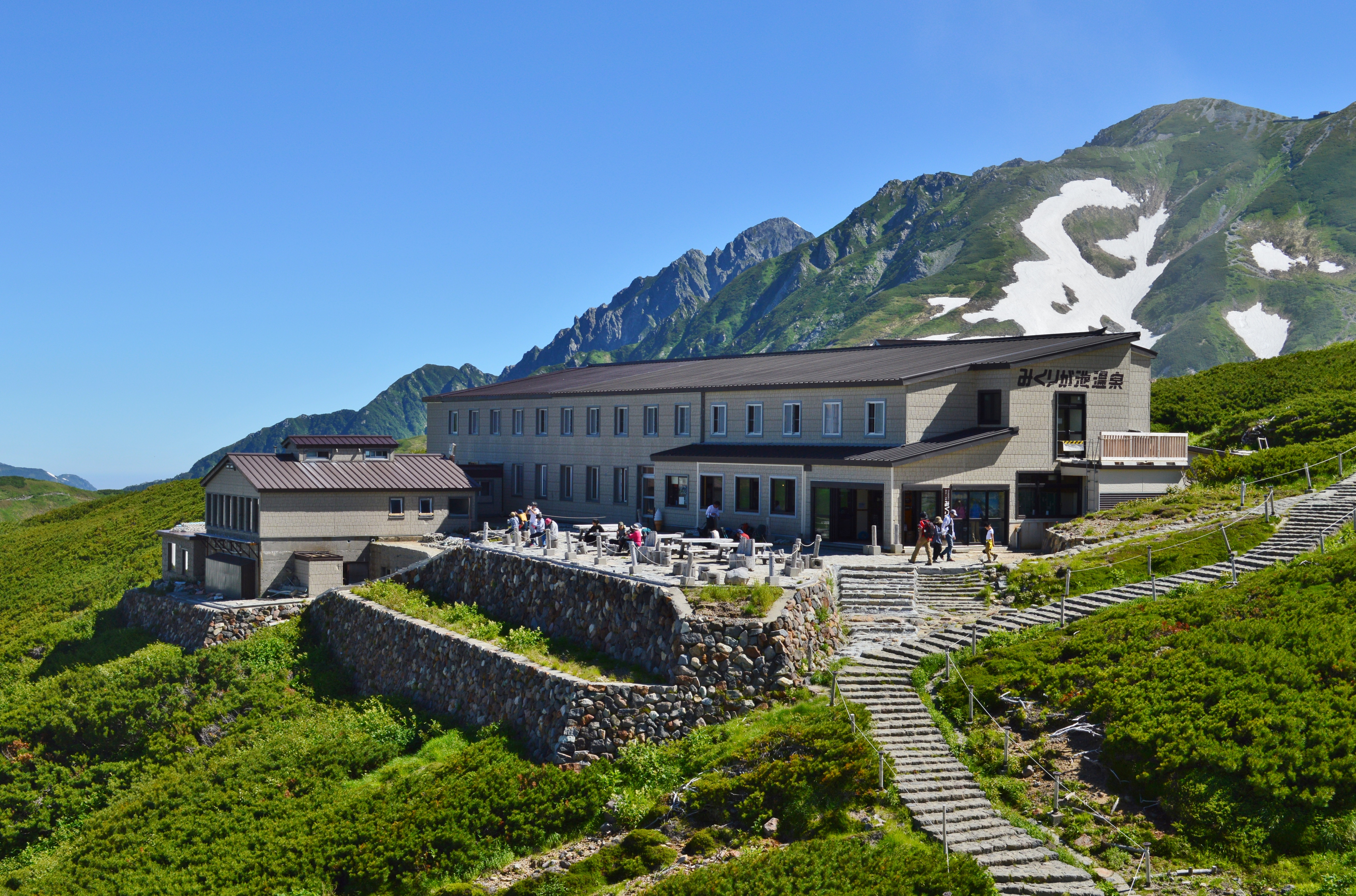
遠景

みくりが池温泉（みくりがいけおんせん）は、富山県中新川郡立山町にある温泉。中部山岳国立公園区域内にある。同名の温泉宿があり、その標高は2,410mで「日本最高所の温泉宿」とされる。

## 泉質
- 単純硫黄泉[2]
  - 源泉温度54℃[2]

日本最高所にある源泉地帯である（標高2,300m）地獄谷からの引湯で、かけ流し。

## 温泉宿
- 立山連峰の室堂、ミクリガ池の傍に日本秘湯を守る会にも属する一軒宿「みくりが池温泉」が存在する。なお、周囲にも地獄谷温泉の温泉を引湯した温泉旅館（山小屋）が点在しているが、最近[いつ?]まで真の温泉の湯を利用していた旅館はここだけであった。例年4月中旬から11月下旬までの営業で、冬季は休業する。

- 周辺の温泉宿と同様に旅館の要素と山小屋の要素を兼ね備えており、個室だけでなく相部屋も存在する。純粋な山小屋とは異なり、ベッドの定員以上の宿泊はできないため、シーズン中は予約が必須となる。自家発電ではなく通常の電気が供給されており、山小屋によくある「消灯時間」はなく一晩中電気を点灯できる。なお、個室にもテレビは設置されていない。

- 日本最高所の温泉宿であるが、内湯のみで露天風呂はない。そのため、日本最高所の露天風呂は本沢温泉となる。

- 立山黒部アルペンルート観光の途中に宿泊する人、または登山の基地として利用する人が多い。旅館では日帰り入浴も受け付けている。宿泊者はチェックアウト後も申告すれば、その日のうちなら何回でも無料で入浴できるため、トレッキングや登山をした後に利用できる。

## 歴史
- 一軒宿が開業した時期は1957年である。当初は完全な山小屋であったが、開業当初から温泉を引湯していた。1964年の立山高原バスの室堂までの開通や、1971年の立山黒部アルペンルート開通によって登山者だけでなく観光客も多く訪れるようになったため、1982年に現在の建物にして、旅館の要素も併せ持つようになった。

## アクセス

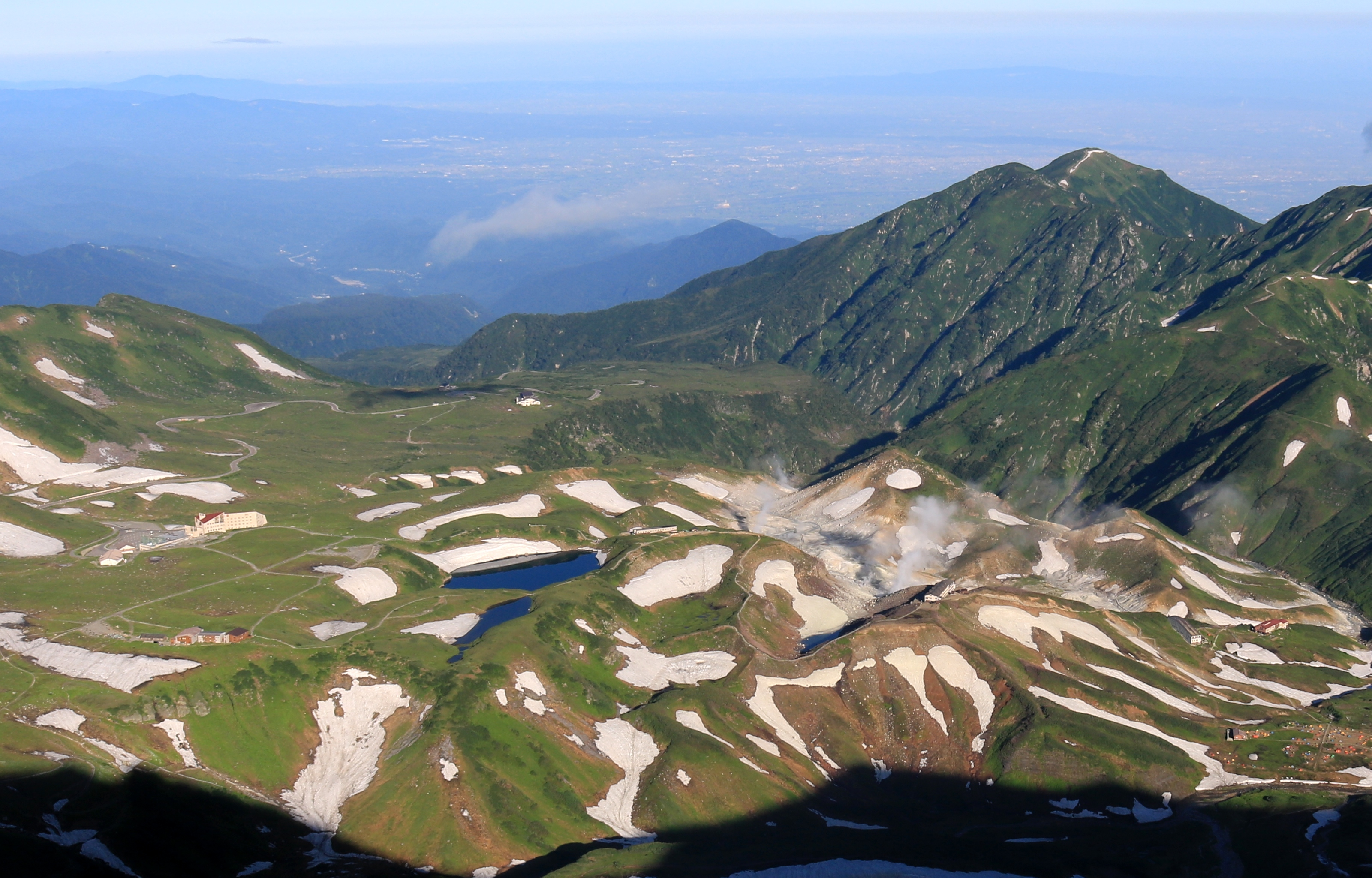
立山から望む室堂周辺
左中央に室堂駅、中央付近にみくりが池温泉、その左下にミクリガ池、その右上の地獄谷

室堂駅からの道は、石畳で整備されているが自動車が通れない山道であり、石段の上り下りもある。近年は外国人や軽装で来てしまう客も多いため、予約客には天候などの注意事項を電子メールで知らせ、視界が悪い濃霧・吹雪時には室堂駅で出迎える。雨天時は滑りやすくなるため歩きやすい靴を履く必要がある。荒天時にも自動車による送迎などは一切できない場所である。また晩秋の新雪期には登山経験のない人は訪問を見合わせることが妥当。営業期間終了の頃においても、例年スノーシュー等の冬山装備がなければ訪問が困難となる。
- 鉄道：立山黒部貫光立山トンネルトロリーバス室堂駅より徒歩約15分。
- バス：立山黒部貫光立山高原バス室堂バス停（トロリーバス駅と同所）から徒歩。